# Tocolósida
Tocolósida (em grego: Τοκολόσιδα; romaniz.: Tokolósida; em latim: Tocolocida; atualmente referida como Takurat) foi um assentamento da Mauritânia Tingitana situado a 4,5 km a sudoeste de Volubilis, como descrito em vários manuscritos do Itinerário de Antonino. Segundo o Itinerário e a Geografia de Ptolemeu, estava na confluência das principais rotas da região. Provavelmente foi uma localidade indígena, como o nome moderno indica, que veio a se expandir ao longo do século I a.C., durante o Reino da Mauritânia ou época do imperador Augusto (r. 27 a.C.–14 d.C.).
A partir deste momento, Tocolósida desenvolveu-se em uma aglomeração semi-urbano com muralhas, aquedutos e termas. No século I ou II, um castelo foi instalado com uma provável guarnição de cavalaria. Pelo século III, o destacamento local abandonou o assentamento, que continuou a ser habitado precariamente. A ocupação de Tocolósida durante o Império Tardio é atestada por limitados elementos, dentre eles uma moeda imperial do reinado de Constantino (r. 306–337) e fragmentos de vasilhas provenientes da África Proconsular, o que indica contados comerciais regulares com regiões vizinhas pelos séculos IV-V.